# Гленрой Гілберт
Гленрой Гілберт (англ. Glenroy Gilbert; нар. 31 серпня 1967, Порт-оф-Спейн, Тринідад і Тобаго) — канадський бобслеїст та легкоатлет, що спеціалізується на спринті та стрибках у довжину, олімпійський чемпіон 1996 року, дворазовий чемпіон світу.

## Кар'єра
| Рік                | Змагання                     | Місто                | Місце              | Дисципліна            | Примітки           |
| Представник Канада | Представник Канада           | Представник Канада   | Представник Канада | Представник Канада    | Представник Канада |
| ------------------ | ---------------------------- | -------------------- | ------------------ | --------------------- | ------------------ |
| 1988               | Олімпійські ігри             | Сеул, Південна Корея | 22 (квал.)         | стрибки у довжину     | 7.61 м             |
| 1989               | Чемпіонат світу в приміщенні | Будапешт, Угорщина   | 18 (квал.)         | стрибки у довжину     | 7.33 м             |
| 1992               | Олімпійські ігри             | Барселона, Іспанія   | —                  | естафета 4×100 метрів | DNF                |
| 1993               | Універсіада                  | Баффало, США         | 3                  | біг на 100 метрів     | 10.14              |
| 1993               | Чемпіонат світу              | Штутгарт, Німеччина  | 5 (чвертьфінал)    | біг на 200 метрів     | 20.81              |
| 1993               | Чемпіонат світу              | Штутгарт, Німеччина  | 3                  | естафета 4×100 метрів | 37.83              |
| 1995               | Чемпіонат світу в приміщенні | Барселона, Іспанія   | 1                  | біг на 60 метрів      | 6.46               |
| 1995               | Чемпіонат світу              | Гетеборг, Швеція     | 8 (чвертьфінал)    | біг на 100 метрів     | 10.41              |
| 1995               | Чемпіонат світу              | Гетеборг, Швеція     | 1                  | естафета 4×100 метрів | 38.31              |
| 1996               | Олімпійські ігри             | Лос-Анджелес, США    | 5 (чвертьфінал)    | біг на 100 метрів     | 10.28              |
| 1996               | Олімпійські ігри             | Лос-Анджелес, США    | 1                  | естафета 4×100 метрів | 37.69              |
| 1997               | Чемпіонат світу              | Афіни, Греція        | 1                  | естафета 4×100 метрів | 37.86              |
| 2000               | Олімпійські ігри             | Сідней, Австралія    | 6 (півфінал)       | естафета 4×100 метрів | 38.92              |
| 2001               | Чемпіонат світу              | Едмонтон, Канада     | 5 (півфінал)       | естафета 4×100 метрів | 39.16              |

## Виступи у бобслеї
| Олімпіада        | Вагова категорія | Місце |
| ---------------- | ---------------- | ----- |
| Ліллегаммер 1994 | двійки           | 15    |
| Ліллегаммер 1994 | четвірки         | 11    |